# Kuno Manger
Kuno Carl Michael Manger (29. september 1879 i Grabow – 10. maj 1918 ved Helgoland) var en tysk marineofficer og hauptmann, som den 23. marts 1915 ankom til luftskibsbasen i Tønder med Parseval-luftskibet PL 25, der var basens første luftskib.
Han fløj som kommandant med 4 forskellige luftskibe indtil han ombord på L 62 ved en uforklarlig eksplosionsulykke ud for Helgoland omkom.

## Alte Adler
Kuno Manger var født 1879 i Grabow i provinsen Brandenburg, formentlig Grabow i sognet Teuplitz (polsk:Tuplice) i den nu polske del af Niederlausitz (tæt ved den tyske grænse ved Forst).
Han gjorde hærtjeneste i øst og dimitterede 1899 fra gymnasiet i Sorau (polsk:Żary).

I Kunau ved Sagan (polsk:Żagań), i den vestlige del af Schlesien (en smule øst for Sorau), var han riddergods-besidder.
Den 21. november 1913 tog Manger tysk flylicens på Flugplatz Johannisthal til flytypen LVG dobbeltdækker og betegnedes derfor efter 1. verdenskrigs udbrud som 'Alte Adler'.

## Parseval Luftskib 25 i Tønder 1915
Parseval Luftskib 25 ankom 23. marts 1915 til luftskibsbasen i Tønder som basens første luftskib med kaptajnløjtnant August Stelling som kommandant og Kuno Manger som 1. officer.
Manger overtog selv kommandoen 8. august 1915 med Oberleutnant zur See (premierløjtnant) Westphal som 1. officer og de sendtes allerede 9. til 11. august 1915 på en særlig rekognoscering som fortrop til Østersøstyrken, indtil de baltiske øer.
Efter 60 rekognosceringer og øvelsesture fra Tønder flyttedes PL 25 den 4. november 1915 til Fuhlsbüttel ved Hamborg med Manger som kommandant indtil 15. marts 1916.

## Bombetogter med L 14
Hauptmann (tjenestegrad svarende til kaptajn) Manger blev efterfølgende kommandant på følgende af den tyske Kaiserliche Marines zeppelinere med tjenestested i Nordholz ved Cuxhaven, Hage i Østfrisland og Ahlhorn i Oldenborg ved Bremen:
- L 14 fra 10. juni 1916 til 29. november 1916. (44 ture)
- L 41 fra 30. januar 1917 til 8. december 1917. (29 ture)
- L 62 fra 21. januar 1918 til sin død. (14 ture, heraf 2 rekognosceringer og 2 bombetogter mod England).

I alt fløj han 216 ture med de 4 forskellige luftskibe.

### March, Cambridgeshire 31. juli 1916
Den 31. juli 1916 sendtes 9 marineluftskibe afsted på et natligt togt mod England, men togtet var en fiasko.
L 14 fløj rundt over March-området i Cambridgeshire og L 16 nåede via Skegness til Newark-on-Trent, men eneste rapporterede skade var 2 døde køer.

### East England 2. september 1916
Natten mellem 2. og 3. september 1916 deltog Kuno Manger på L 14 i et stort angreb med 15 luftskibe mod England.
L 14 ankom kl. 22 til Norfolk og befandt sig et par timer over bl.a. King's Lynn og Downham Market, for derefter at foretage en større rundflyvning over landlige områder i East of England, vestpå til Upwood i det nordlige Cambridgeshire, siden til Essex og Suffolk og så tilbage til Norfolk, hvor kysten kl. 5 krydsedes ved Mundesley.
Samme nat lykkedes det for første gang at nedskyde et luftskib over England, nemlig Schütte-Lanz SL 11.

### Lincoln 23. september 1916
L 14 nærmede sig natten mellem 23. og 24. september 1916 byen Lincoln, men blev jaget væk af antiluftskyts fra Canwick Hill og kastede i stedet 5 km øst for byen 4 bomber, som ramte et pæretræ og ødelagde vinduer i Washingborough. Andre bomber sigtedes mod toglinjen langs floden Witham, hvor toget fra Grimsby var ved at ankomme, men det nåede at stoppe uden at blive ramt. L 14's bombning kostede ingen menneskeliv førend dagen efter, da trækfærgen over floden Witham kæntrede med 25 personer ombord og 2 drenge druknede.

Blandt andre af de i alt 12 deltagende marineluftskibe samme nat kan nævnes L 32 (Werner Petersen og Karl Brodrück) som blev skudt i døden over Essex og L 33 (Alois Böcker og Ernst Schirlitz) som nødlandede syd for Colchester.

### York 25. september 1916
Natten mellem 25. og 26. september 1916 bombarderede L 14 omkring kl. 23 byen York med 9 bomber, men ramte kun et hus uden personskade.
Herefter fortsattes vestover, hvor der kastedes flere bomber i Wetherby-området nordøst for Leeds.

Blandt andre af de i alt 9 deltagende marineluftskibe kan nævnes L 21 (Kurt Frankenburg) som bombarderede Bolton og L 22 (Martin Dietrich) som bombarderede Sheffield.

### Mappleton 27. november 1916
Natten mellem 27. og 28. november 1916 deltog Kuno Mangers i et sidste bombetogt med L 14 i en sydlig gruppe og kastede 44 bomber omkring Mappleton ved East Yorkshires kyst uden at gøre større skade. Med jagerfly fra Elsham i syne og motorproblemer skyndte L 14 sig tilbage til Nordholz.

I den nordlige gruppe super-zeppelinere blev L 34 med Max Dietrich ret hurtigt skudt i brand ved Hartlepool og i den sydlige gruppe ældre luftskibe blev også L 21 med kommandant Kurt Frankenburg ud på morgenen til sidst indhentet og skudt i brand ud for Lowestoft.

## L 41's bombning af Birmingham 19. oktober 1917
Lørdag den 19. oktober 1917 deltog R-klasse super-zeppelineren L 41 med Kuno Manger i det berømte Silent Raid mod England med i alt 11 zeppelinere, som fløj afsted i omkring 4,8 højde. I den tiltagende kolde nordenvind nåede L 41 længst ind over England og bombarderede den store fabrik Austin Motor Works i Longbridge 11 km sydvest for Birmingham, hvor dog kun en sidebygning ramtes og 2 personer såredes.

Mærkeligt nok skal abekatten Jacko tilhørende Elisabeth Cadbury i Northfield Manor House omkring en mile fra fabrikken være død af skræk som følge af eksplosionen. Hun var mor til Egbert Cadbury, som 28. november 1916 deltog i nedskydningen af L 21 og 6. august 1918 nedskød Strasser på L 70.

Via Dover nåede L 41 den franske kyst nær Dunkerque, hvor luftskibet truedes af antiluftskyts. Det lykkedes Manger at vinde højde og dreje ind over det tysk besatte Belgien og videre hjem til Ahlhorn, hvor han igen landede efter 26 timer og 39 minutter i luften.
Blandt andre deltagende luftskibe kan nævnes L 44 (Franz Stabbert), L 45 (Waldemar Kölle), L 49, L 50 og L 55, som alle gik tabt, mens L 54 (Buttlar-Brandenfels) nåede sikkert hjem til Tønder

## L 62's bombning af Birmingham 12. april 1918
Kuno Manger var natten mellem 12. og 13. april 1918 med L 62 tæt på igen at bombardere Birmimgham, men måtte vende om på grund af antiluftskyts og kastede bl.a. en 300 kg bombe på en mark tilhørende Gospel Farm.

Det lykkedes for skytten på L 62 at ødelægge et angribende fly, som måtte nødlande ved flyvepladsen i Radford, Coventry, hvor der i øvrigt var en stor våbenfabrik.

## L 62's eksplosion ved Helgoland 10. maj 1918
Den 10. maj 1918 kl. 8.50 om morgenen forlod L 62 Nordholz for at patruljere mod nord og steg straks til en højde på 1 km.
Kl. 9.25 telegraferedes til luftskibs-chefen Peter Strasser, Afgang med kurs mod Dogger Bankes nordre fyrskib.
Kl. 10.05 fløj luftskibet over nogle tyske patruljebåde ca. 10 sømil nordvest for Helgoland i en højde af kun 300 meter og forsvandt ind i en tårnhøj cumulonimbussky.
Kort efter skete en kraftig eksplosion, som sprængte L 62 over i to dele, der faldt brændende ned.
Direkte under skyen var kutteren Bergedorf vidne til nedstyrtningen i havet kun 30 meter derfra, mens fragmenter af vraget landede på dækket.
Der opsamledes 5 lig, men ingen overlevende fandtes.
På Ritzebüttel-kirkegården i Cuxhaven står en gravsten for 3 navngivne besætningsmedlemmer som med 'marineluftskibet L 62 gennem uvejr antændt styrtede 10 sømil nordvest for Helgoland den 10. maj 1918.

Kuno Mangers lig drev i land på den østfrisiske ø Norderney og blev blev begravet i familiegraven i Ilsenburg i Harzen.
Året efter døde hans enke af den Spanske Syge.
Strasser kunne ikke med sikkerhed fastslå årsagen til L 62's ødelæggelse.
Eftersom luftskibet fløj langt under højdetrykket fra afgangen i Nordholz, kunne der umuligt være forekommet udslippende brint.
Han mente, at en elektrisk ladning i tordenskyen have forårsaget en eksplosion i enten brændstof eller bomber.

Sabotage er også nævnt som mulig årsag af overlevende luftskibsfolk efter krigen.
Armeringen af de 1 meter lange bomber foretoges efter afgang ved at indsætte en bombesikring i enden.
En engelsk vandflyver af typen Felixstowe F2a fra Killingholme ved Grimsby blev akkrediteret for nedskydning af L 62, efter en ildkamp med en zeppeliner ved Helgoland, men undersøgelser har vist at hændelsen først skete nogen timer senere samme dag og modstanderen var L 56 (August Stelling?), som dog slap uskadt.

## Eksterne links
- Hauptmann Kuno Manger - zeppelin-museum.dk
- Manger, Kuno - frontflieger.de

1. ↑  Wykaz abiturientów gimnazjum w Żarach (Sorau) z lat 1890-1914 - forumltg.pun.pl
2. ↑  Aufstellung der Flugzeugführer (1908-1914) 'Alte Adler' mit Deutscher Fluglizenz Arkiveret 4. marts 2016 hos  Wayback Machine - johflug.de
3. ↑  Die Alten Adler - frontflieger.de
4. ↑  No Place for Chivalry: RAF Night Fighters Defend the East of England Against the German Air Force in Two World Wars, af Alastair Goodrum (2005). ISBN 9781904943228
5. ↑  Lincoln (The 'Baby Killers', German Air Raids on Britain in the First World War), af Thomas Fegan (2013). ISBN 9781781592038
6. ↑  Washingborough, Lincolnshire: Zeppelin Raid - BBC
7. ↑  Zeppelin L14 raid on northern England Arkiveret 8. december 2014 hos  Wayback Machine - 1914-1918.invisionzone.com
8. ↑  Edward Laston Pulling: Fengates Hero Arkiveret 23. november 2015 hos  Wayback Machine - fengatesroad.com
9. ↑  How Birmingham blunted German Zeppelin attacks during the First World War - birminghammail.co.uk
10. ↑  Jacko the Monkey - iwm.org.uk
11. ↑  World War One and Acocks Green - aghs.jimdo.com
12. ↑  Luftschiff 62 - frontflieger.de
13. ↑  Zeppelin L62 Arkiveret 6. oktober 2014 hos  Wayback Machine - 1914-1918.invisionzone.com
14. ↑  A target i miss not only over Helgoland Arkiveret 6. oktober 2014 hos  Wayback Machine - riseofflight.com
15. ↑  Cpt. Munday in zepp chase Arkiveret 6. oktober 2014 hos  Wayback Machine - 1914-1918.invisionzone.com
16. ↑  Felixstowe F2.A versus Zeppelin Arkiveret 6. oktober 2014 hos  Wayback Machine - thecrossinthesky.com
17. ↑  Albert Henry Munday - aviation-history.com
18. ↑  Somewhere over Helgoland - Youtube
19. ↑  Destruction of a zeppelin - The War in the Air. Being the Story of the part played in the Great War by the Royal Air Force (vol. VI), af H.A. Jones (1937)